# 1906 в авіації

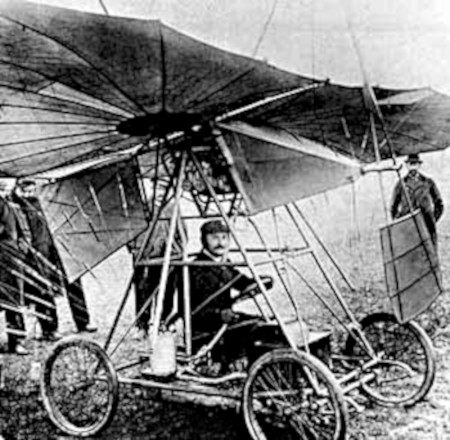
Траян Вуя в своєму літаючому апараті

Основна стаття: Авіація.
1906 рік у авіації.

## Події
- 18 березня — румунський винахідник й піонер авіації Траян Вуя, випробував перший моноплан з двигуном, пролетівши відстань 24 м (80 футів). Це був перший короткий політ або «переліт з двигуном» на моноплані. Під час першого успішного випробування політ становив близько 12 метрів (40 футів)[1]
- 11 серпня — К.Дж. Міллер (англ. C.J. Miller) стає першою американською жінкою, яка летить пасажиркою в дирижаблі
- 30 вересня — перші міжнародні змагання з повітроплавання на «Кубок Гордона Беннета». Переможцями стали  — американці Френк П. Лам (англ. Frank P. Lahm) та Генрі Херсі (англ. Henry Hersey). Повітряна куля пролетіла 641 км (398 миля) від Парижа до округу Fylingdales у Північному Йоркширі
- Вересень — у Стоунхенджі на військовій повітряній кулі, для потреб археологів здійснено першу аерофотозйомку
- 23 жовтня — Альберто Сантос-Дюмон здійснив перший у Європі публічний політ на аероплані в Парижі
- листопад — брати Габріель Вуазен і Шарль Вуазен відкрили авіаційний завод у Булонь-Біянкур, Франція

Галерея

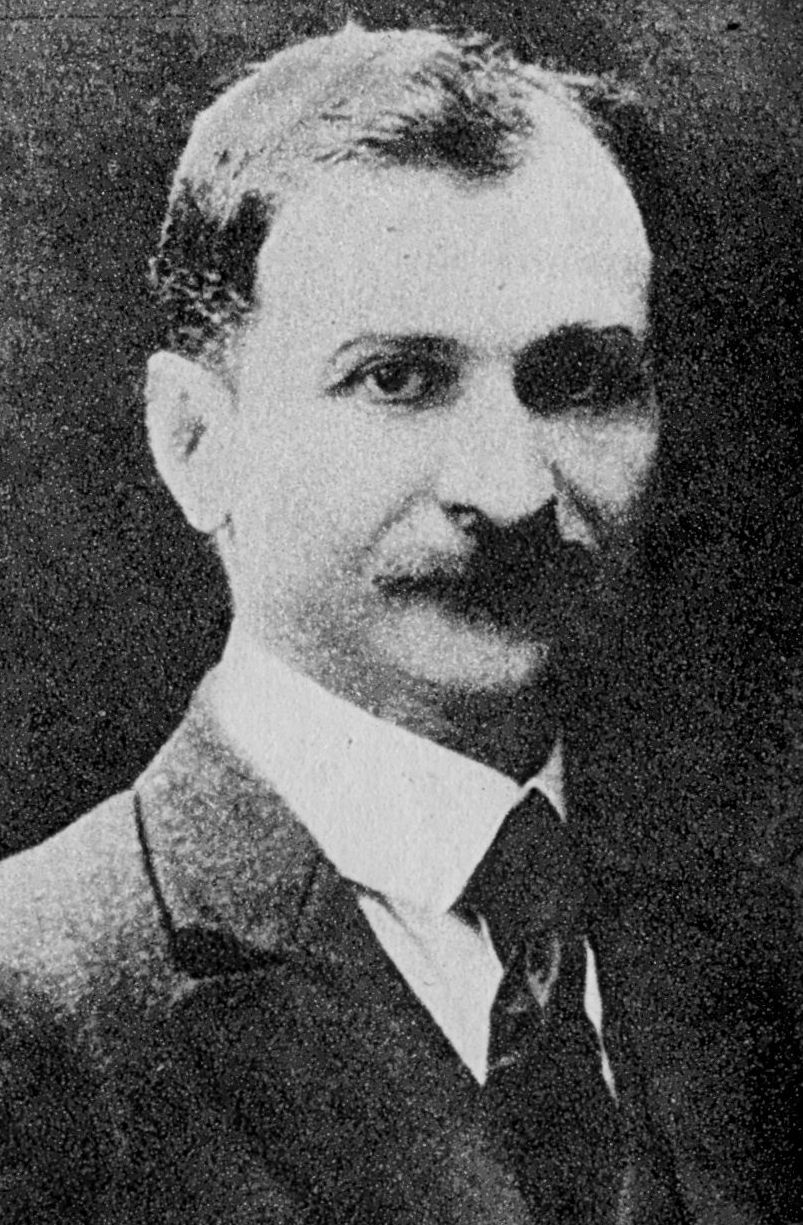
Траян Вуя
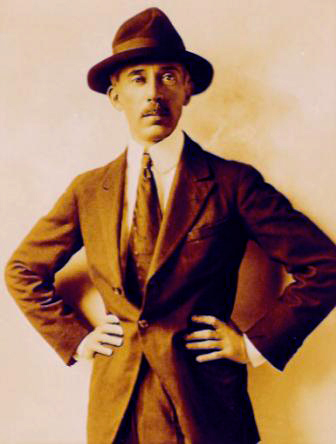
Альберто Сантос-Дюмон
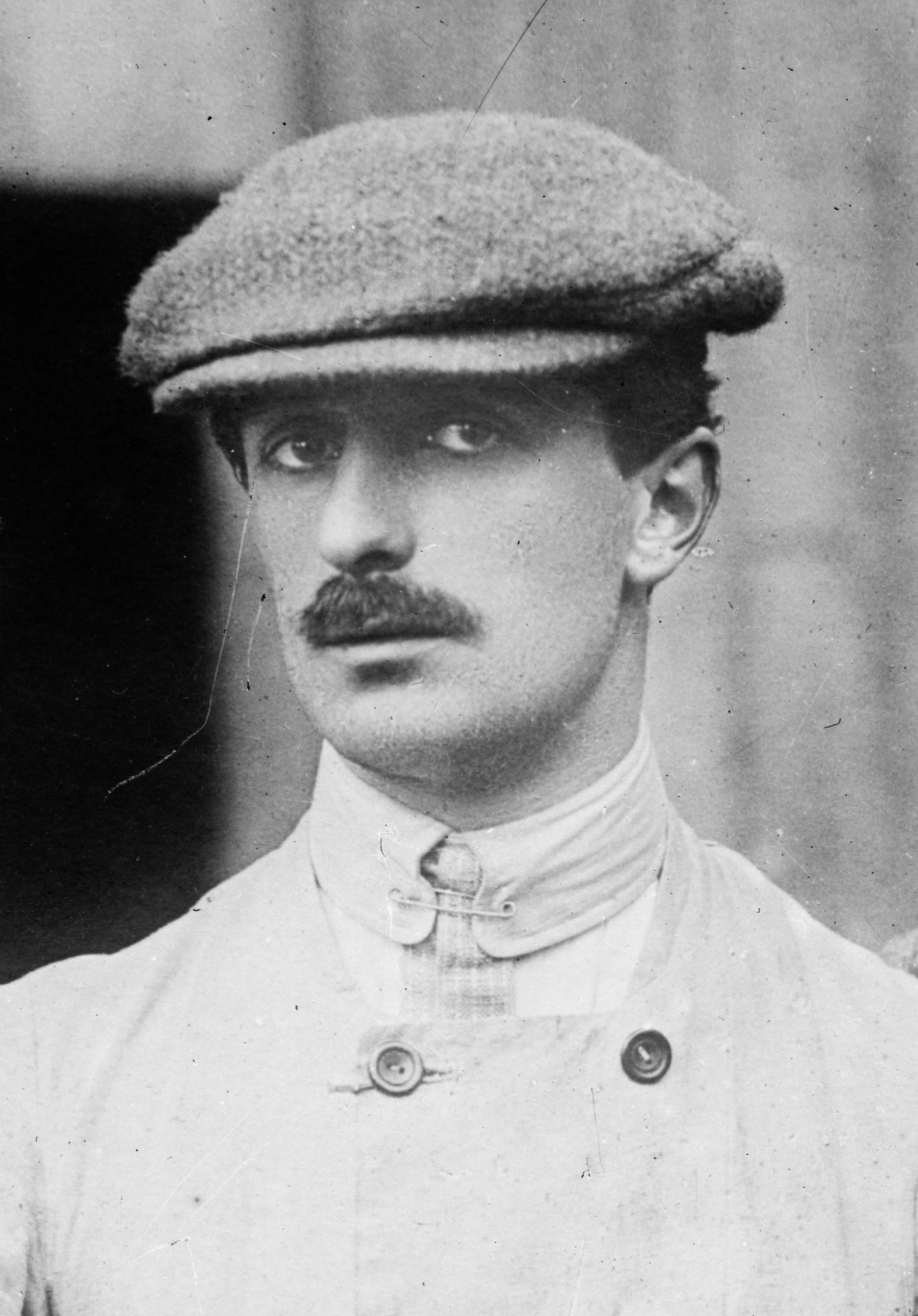
Габріель Вуазен
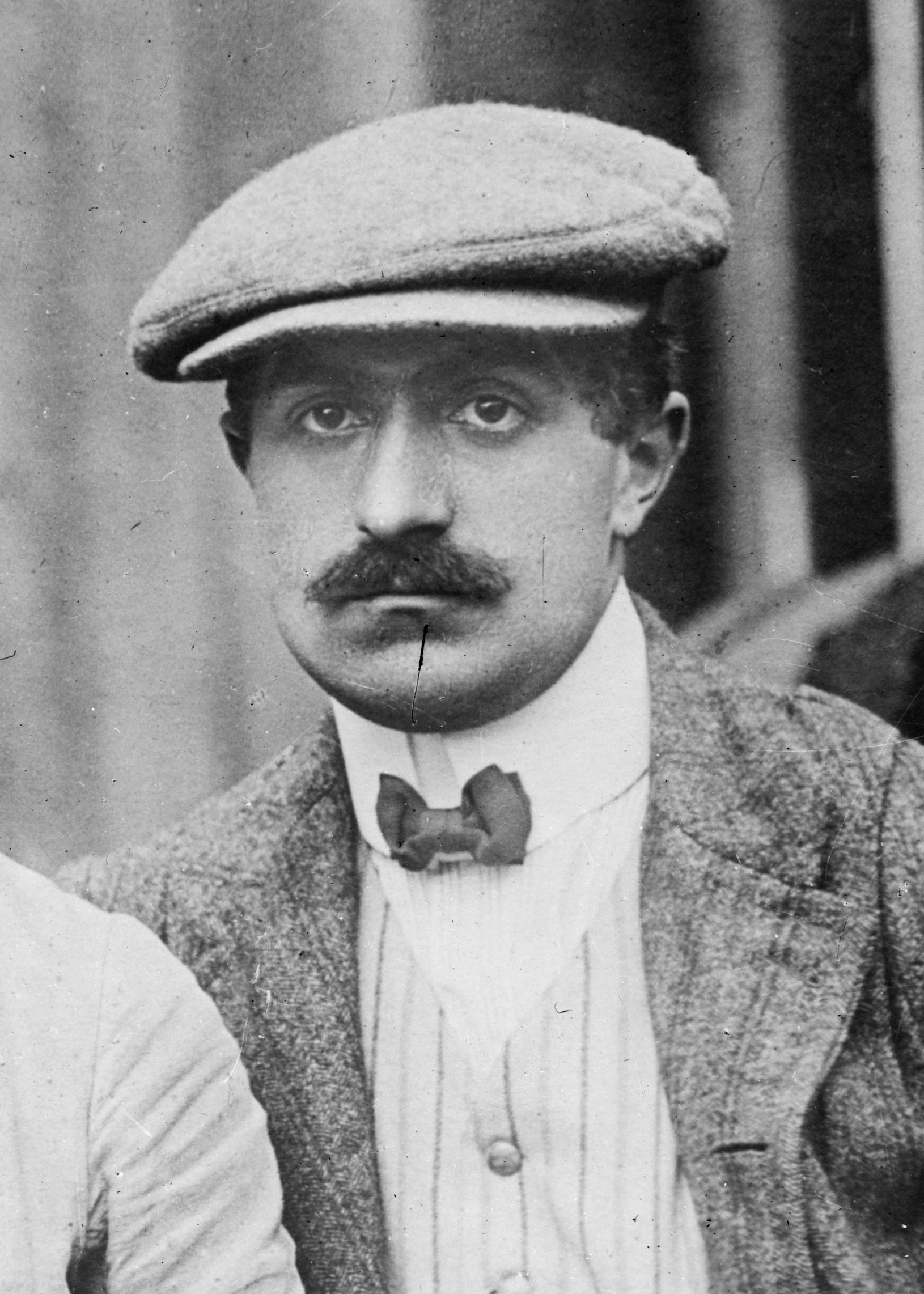
Шарль Вуазен

### Перший політ
- 17 січня — експериментального дирижабля Zeppelin LZ 2
- 7 вересня — біплан Santos-Dumont 14-bis бразильця Альберто Сантос-Дюмона
- 12 вересня — Якоб Еллехаммер (дан. Jacob Ellehammer) на літаку Danemark I описав декілька кіл на острові Ліндгольм. Літак було прикріплено до землі канатом
- 9 жовтня — дирижабля Zeppelin LZ 3
- 16 листопада — напівжорсткий дирижабль французів Братів Лебади

#### Без точної дати
- протягом року — невдалі спроби здійснити перший політ експериментального літака Blériot III, конструкції Луї Блеріо та Габріеля Вуазена

Галерея

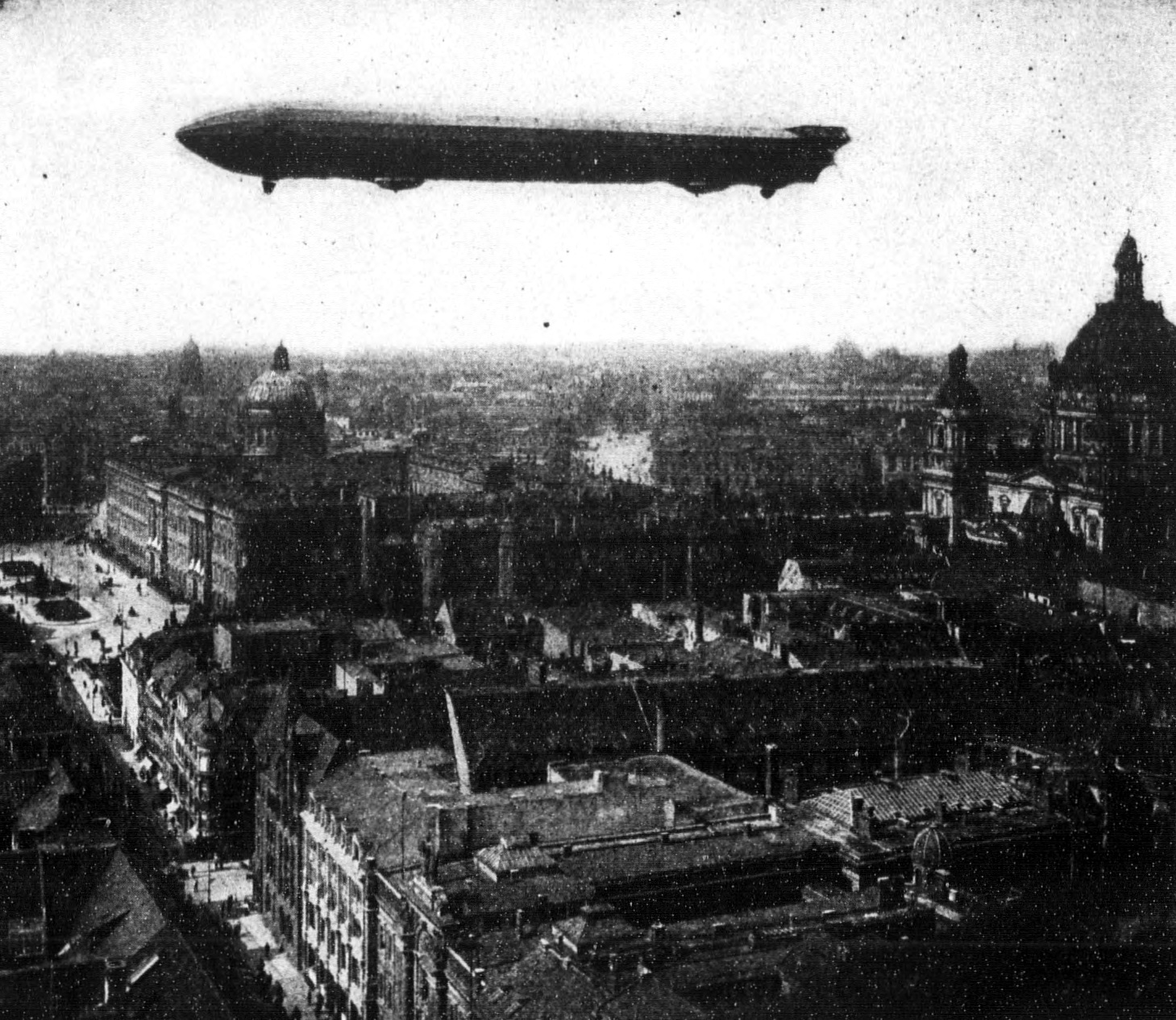
Zeppelin LZ 3 в польоті над Берліном
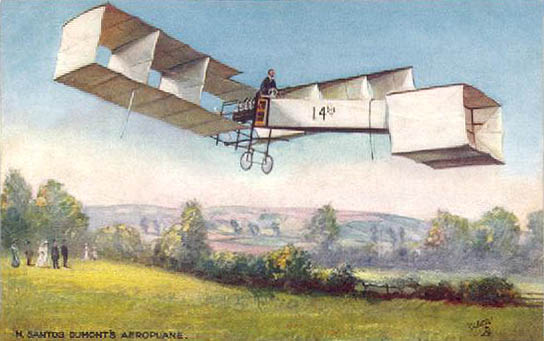
14-біс на французькій листівці
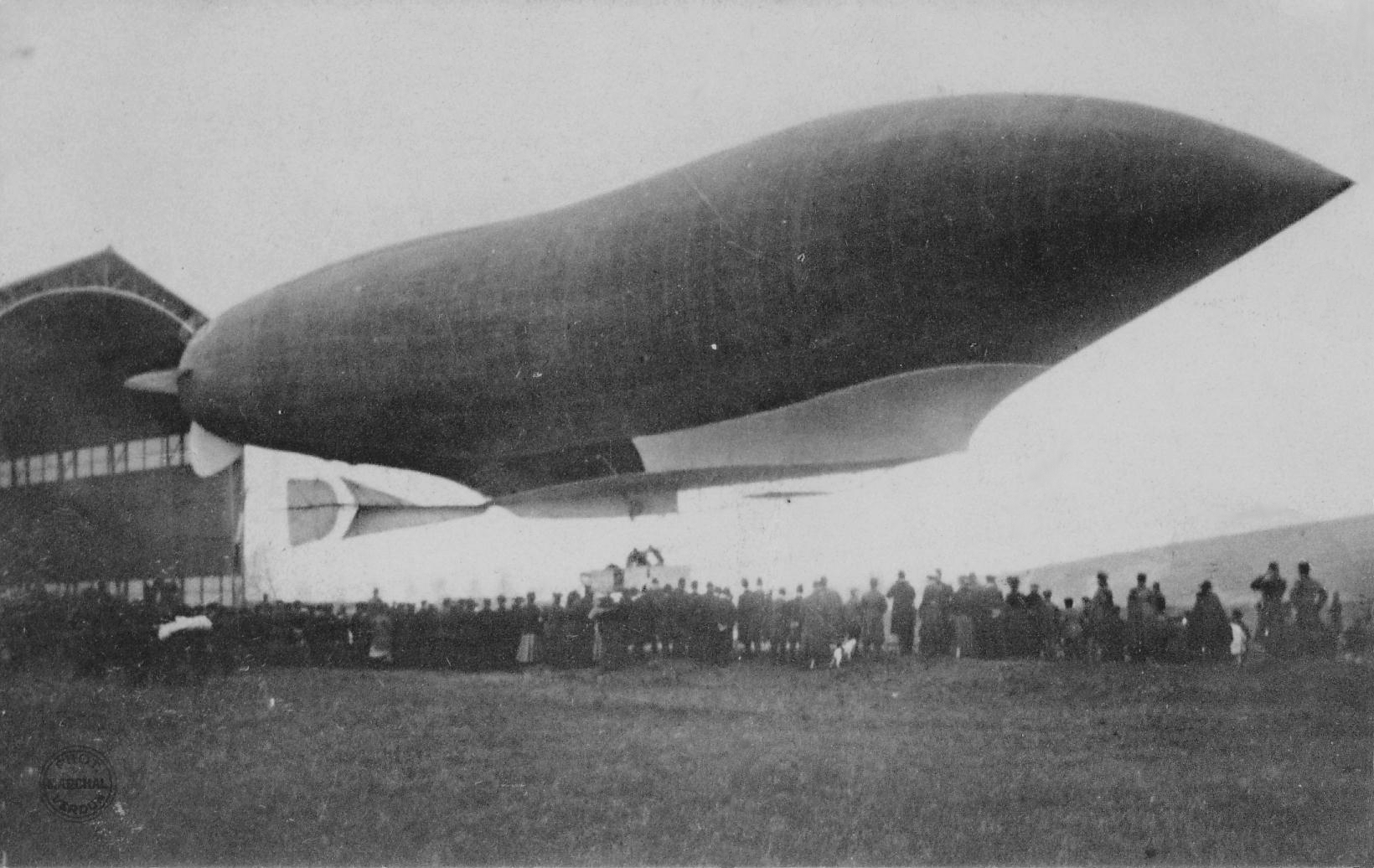
Напівжорсткий дирижабль французів Братів Лебади
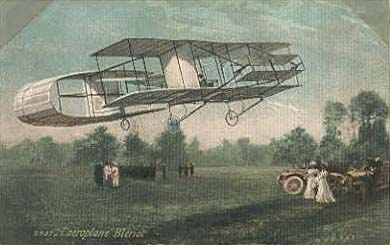
Blériot III/IV

### Авіаційні рекорди
- 12 листопада — Альберт Сантос-Дюмон пролітає 220 м за 21 секунду на висоті 6 метрів на Santos-Dumont 14-bis, що був обладнаний примітивними елеронами. Це вважається першим офіційно зафіксованим польотом літака в Європі, хоча й після польотів братів Райт у США[1]

### Авіакатастрофи
- 18 січня — дирижабль Zeppelin LZ2 руйнується від шквального вітру

Галерея

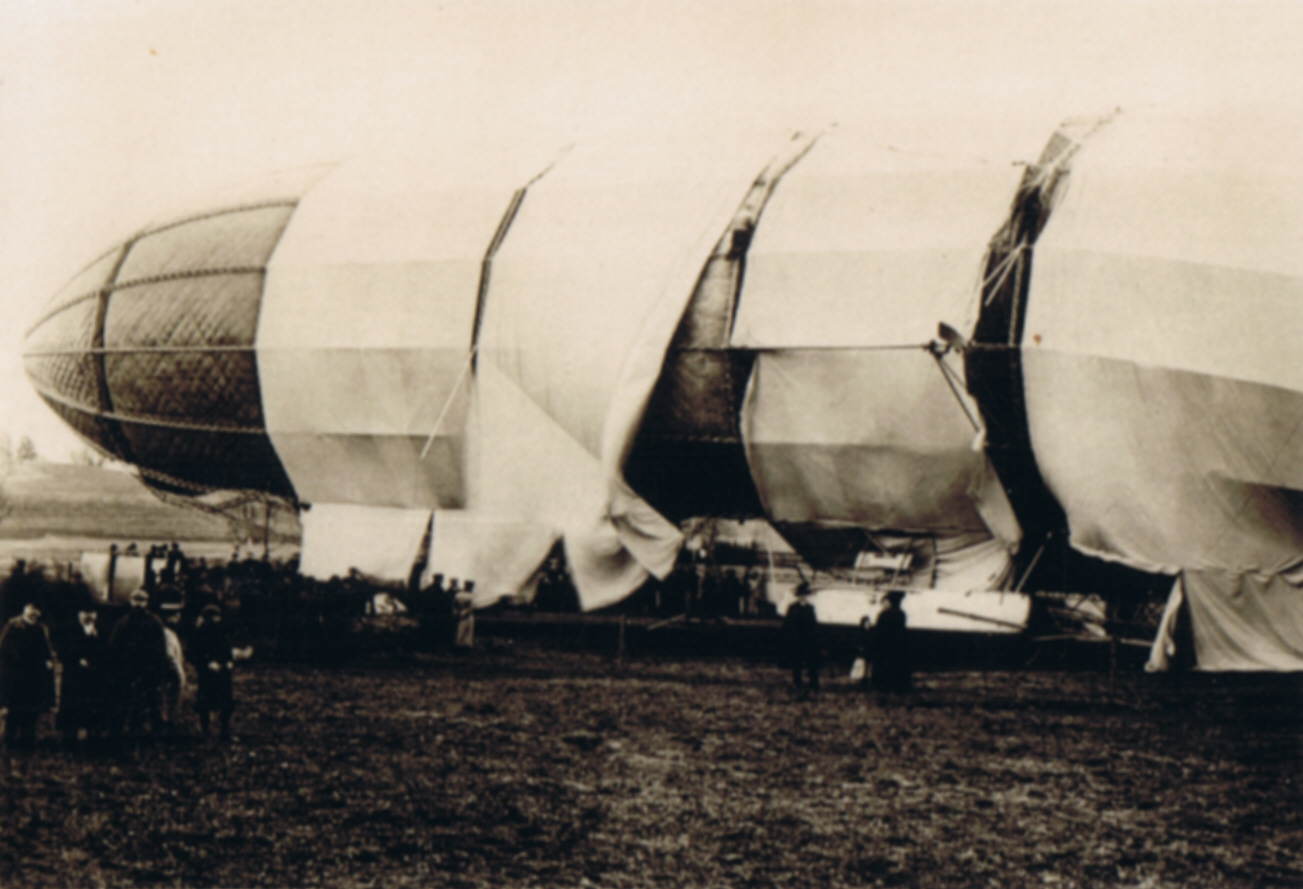
Пошкоджений LZ2

## Персоналії

### Народилися
- 2 січня — Петро Дмитрович Грушин, радянський учений, авіаконструктор і конструктор у галузі ракетної техніки, академік  АН СРСР (1966). Член ЦК КПРС (1966—1986)
- 7 лютого — Олег Костянтинович Антонов, радянський авіаконструктор, доктор технічних наук (1960), професор (1978)
- 1 квітня — Олександр Сергійович Яковлєв — радянський авіаконструктор, генерал-полковник авіації (1946)
- 14 травня — Сидор Васильович Слюсарев, радянський льотчик і воєначальник, Герой Радянського Союзу
- 6 липня — Мазурук Ілля Павлович, радянський військовий і полярний льотчик, генерал-майор авіації (1946). Герой Радянського Союзу (1937).
- 12 серпня — Еріх Бахем (нім. Erich Bachem; † 25 березня 1960), німецький інженер та авіаційний конструктор, також розробляв житлові трейлери
- 18 жовтня — Еріх Варзіц (нім. Erich Warsitz; † 12 липня 1983), німецький льотчик-випробувач, перший випробувач реактивного літака на рідкому паливі Heinkel He 176 (перший політ 20 червня 1939) і турбореактивного літака Heinkel He 178 (перший політ 27 серпня 1939)

Галерея

Олег Антонов
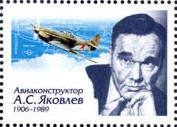
Олександр Яковлєв
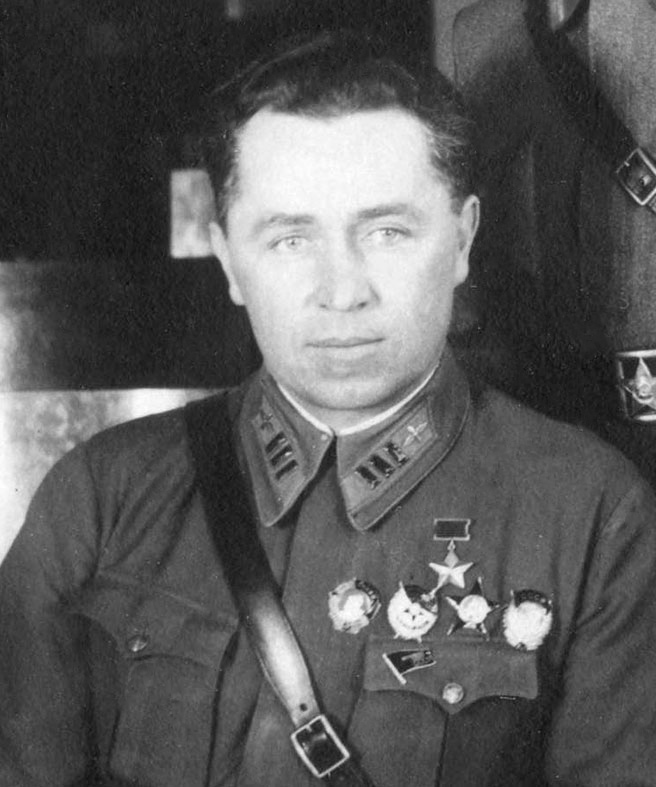
Ілля Мазурук
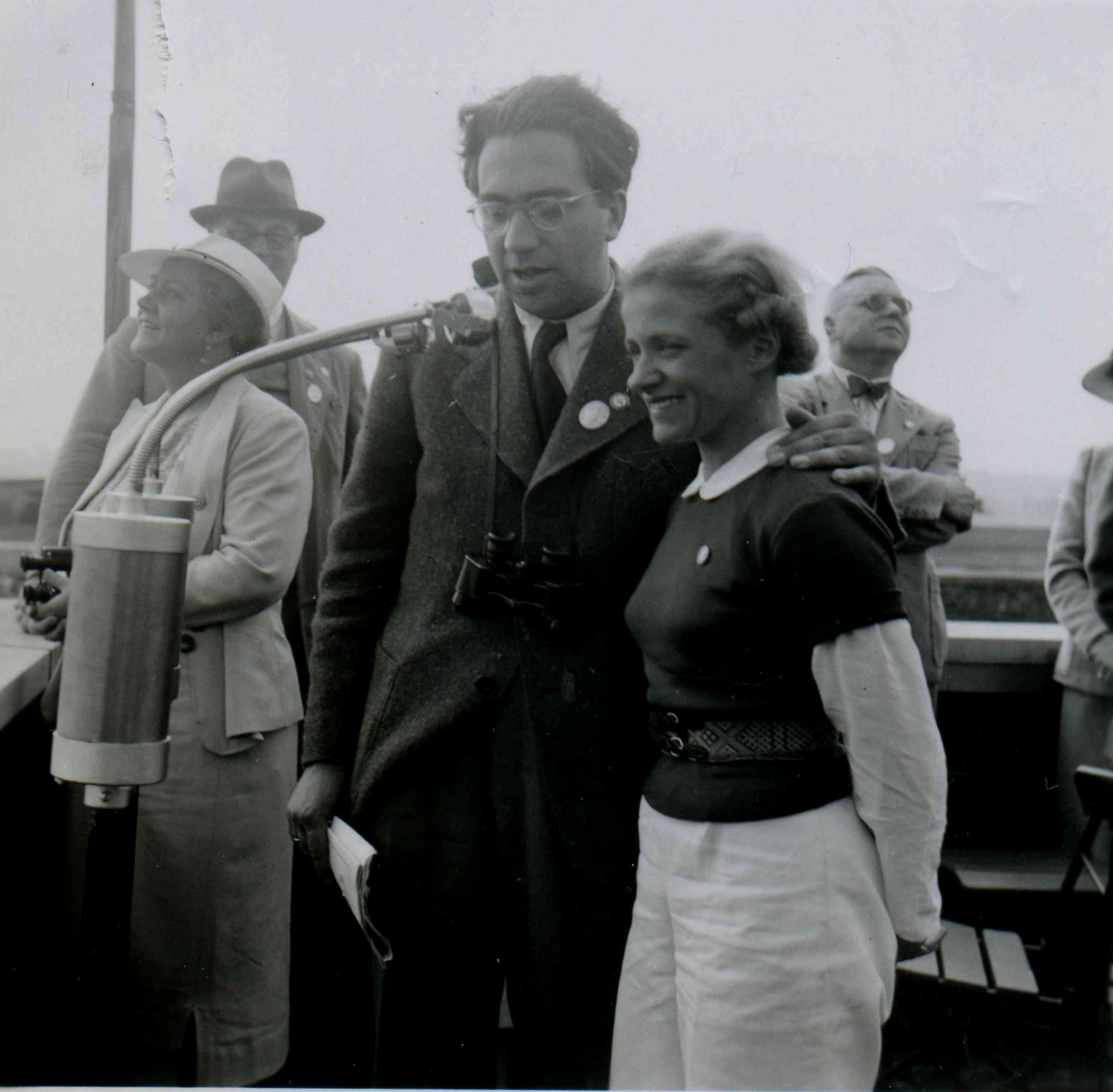
Еріх Бахем та Ханна Райч, 1938
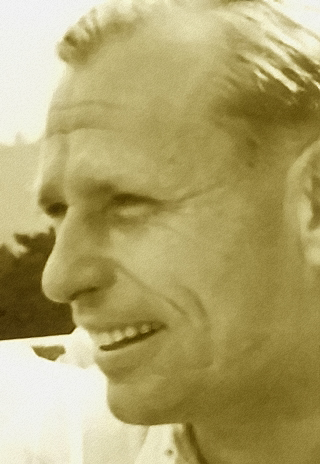
Еріх Варзиць, 1942

### Померли
- 27 лютого — Семюел Пірпонт Ленглі, американський астроном, фізик і піонер авіації

Галерея

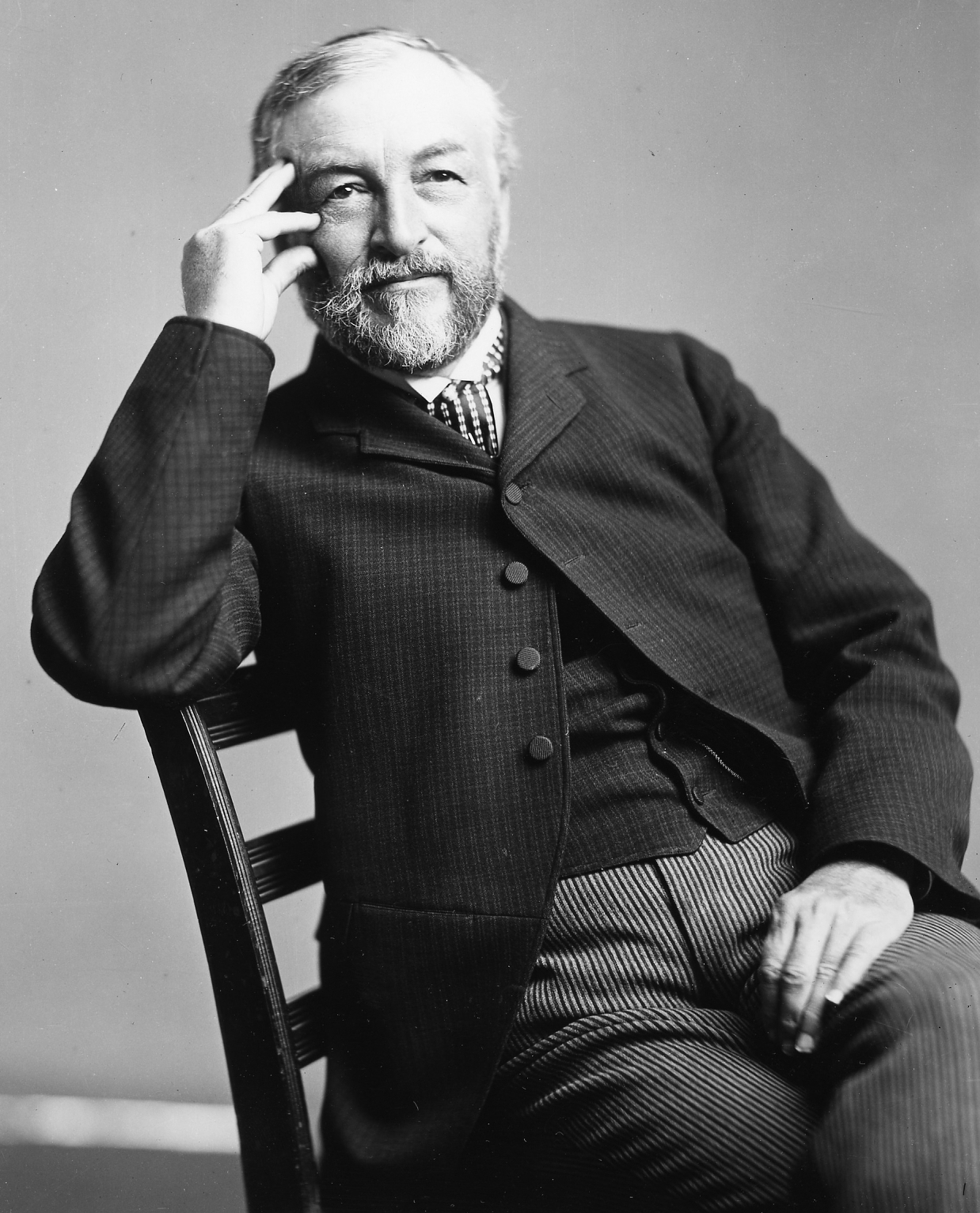
Семюел Пірпонт Ленглі